# Szymon Żurkowski
Szymon Piotr Żurkowski (Tychy, 25 settembre 1997) è un calciatore polacco, centrocampista dello Spezia.

## Caratteristiche tecniche
Centrocampista dinamico e tecnico, è prezioso negli inserimenti in area e bravo nei cambi di gioco.

## Carriera

### Club

#### Górnik Zabrze
Muove i primi passi da calciatore con il MOSir Jastrzebie Zdroj e, all'età di quattordici anni, si trasferisce al Górnik Zabrze. Arrivato nel 2014, gli inizi non sono facili. Zurkowski incontra numerose difficoltà, tanto da chiedersi se giocare a calcio avesse ancora senso. Due stagioni dopo viene aggregato alla Prima Squadra, senza un contratto in essere. I problemi non finiscono e l'insicurezza aumenta. Un compagno gli disse: «Se tu arriverai a giocare in Ekstraklasa o all'estero, io smetterò di giocare». Il polacco continua a lottare e, il 13 novembre 2016, esordisce tra i professionisti nella gara vinta 4-0 contro il Wisla Pulawi, subentrando all'88' a Igor Angulo, valida per la ventunesima giornata della seconda divisione polacca, diventando titolare prima del termine della stagione nella quale il Gornik torna nella massima serie. Nella stagione 2017/2018 salta solamente tre partite di campionato mettendo a referto due reti, ben sette assist e sei ammonizioni, a cui si somma la rete realizzata in Coppa di Polonia contro il Chojniczanka. Dopo essere stato escluso dai convocati per il Mondiale in Russia, riprende da titolare inamovibile la seconda annata in Ekstraklasa, patendo in autunno un problema fisico che lo tiene fuori dal campo per circa un mese.

#### Fiorentina
Il 28 gennaio 2019 diventa ufficialmente un giocatore della Fiorentina, sostenendo le visite mediche a Firenze lo stesso giorno. La società italiana versa nelle casse del Górnik Zabrze 3,7 milioni di euro, più 1,7 legati ai bonus fino a un totale di 5 milioni, lasciando il giocatore in prestito ai polacchi fino al termine della stagione. Il calciatore firma un contratto fino al 2022 con opzione di prolugamento di un anno, restando in patria «per salvare il Górnik, non potevo lasciare il club così».
Aggregatosi in estate ai viola, esordisce con il club (oltre che in Serie A) il 14 settembre 2019 nello 0-0 contro la Juventus, disputando gli ultimi minuti.

#### Prestito all'Empoli
Visto il poco spazio trovato a Firenze, il 30 gennaio 2020 viene ceduto in prestito all'Empoli. Fa il suo esordio con la maglia azzurra solo alla ripresa della Serie B dopo la sosta per l'emergenza coronavirus, conquistando però sempre più spazio in campo. Segna la sua prima rete in Italia, il 17 luglio 2020, contro la Virtus Entella nella sconfitta casalinga per 2-4.
Il 1º settembre 2020 il prestito viene rinnovato per un'altra stagione. A fine anno ottiene la promozione in massima serie con l'Empoli, e il prestito viene esteso per un'ulteriore annata con diritto di riscatto a 4 milioni di euro e contro-riscatto per la Fiorentina a un solo milione. Il 31 ottobre 2021 segna la sua prima rete in Serie A, firmando il gol del sorpasso in casa del Sassuolo, nella partita vinta dai toscani per 2-1.
Conclude la stagione con un bottino di 6 gol e 3 assist, riuscendo ad ottenere non solo la salvezza, ma anche un ambizioso 14º posto da protagonista del centrocampo toscano assieme al compagno di reparto Nedim Bajrami.

#### Rientro a Firenze e prestito a Spezia
Rientrato dal prestito, colleziona la sua prima presenza in viola già all'esordio contro la Cremonese. Non avendo trovato spazio, il 12 gennaio 2023 passa a titolo di prestito oneroso con obbligo di riscatto allo Spezia.

#### Ritorno ad Empoli
Il 9 gennaio 2024, torna in prestito temporaneo all'Empoli, in Serie A. All'esordio ufficiale, quattro giorni dopo, va subito a segno nella sconfitta per 2-1 in campionato in casa del Verona. Il 21 gennaio seguente, segna la sua prima tripletta in Italia (e in massima serie) nel successo per 3-0 sul Monza, diventando il primo calciatore polacco della storia a mettere a segno una tripletta nella massima serie italiana.
Il 31 luglio dello stesso anno, il suo prestito in Toscana viene rinnovato per un'altra stagione. Tuttavia nell'arco della stagione, conclusasi con la retrocessione per i toscani, trova poco spazio, disputando solo cinque partite.

### Nazionale
Esordisce con la Nazionale polacca Under-21 il 1º settembre 2017 nella gara contro la Georgia, valida per le Qualificazioni agli Europei Under-21, partendo titolare. Segna la prima rete in Nazionale il 14 novembre dello stesso anno contro la Danimarca, partita nella quale indossa la fascia di capitano. A maggio 2018 viene inserito dal CT Adam Nawałka tra i pre-convocati della Nazionale maggiore polacca per il Mondiale in Russia, venendo però escluso dalla lista iridata.
Fa il suo esordio con la Nazionale A nel pareggio per 1-1 in amichevole contro la Scozia il 24 marzo 2022. Nel novembre del 2022 viene incluso dal CT Czesław Michniewicz nella rosa polacca partecipante ai Mondiali di calcio in Qatar, senza però scendere mai in campo durante la competizione.

## Statistiche

### Presenze e reti nei club
Statistiche aggiornate al 24 maggio 2025.
| Stagione             | Squadra              | Campionato           | Campionato | Campionato | Coppe nazionali | Coppe nazionali | Coppe nazionali | Coppe continentali | Coppe continentali | Coppe continentali | Altre coppe | Altre coppe | Altre coppe | Totale | Totale |
| Stagione             | Squadra              | Comp                 | Pres       | Reti       | Comp            | Pres            | Reti            | Comp               | Pres               | Reti               | Comp        | Pres        | Reti        | Pres   | Reti   |
| -------------------- | -------------------- | -------------------- | ---------- | ---------- | --------------- | --------------- | --------------- | ------------------ | ------------------ | ------------------ | ----------- | ----------- | ----------- | ------ | ------ |
| 2016-2017            | Górnik Zabrze II     | 3L                   | 15         | 0          | CP              | -               | -               | -                  | -                  | -                  | -           | -           | -           | 15     | 0      |
| 2016-2017            | Górnik Zabrze        | 1L                   | 9          | 1          | CP              | 0               | 0               | -                  | -                  | -                  | -           | -           | -           | 9      | 1      |
| 2017-2018            | Górnik Zabrze        | EK                   | 34         | 2          | CP              | 4               | 1               | -                  | -                  | -                  | -           | -           | -           | 38     | 3      |
| 2018-2019            | Górnik Zabrze        | EK                   | 31         | 3          | CP              | 3               | 2               | UEL                | 3                  | 0                  | -           | -           | -           | 37     | 5      |
| Totale Górnik Zabrze | Totale Górnik Zabrze | Totale Górnik Zabrze | 74         | 6          |                 | 7               | 3               |                    | 3                  | 0                  |             | -           | -           | 84     | 9      |
| 2019-gen. 2020       | Fiorentina           | A                    | 2          | 0          | CI              | 0               | 0               | -                  | -                  | -                  | -           | -           | -           | 2      | 0      |
| gen.-ago. 2020       | Empoli               | B                    | 7          | 1          | CI              | -               | -               | -                  | -                  | -                  | -           | -           | -           | 7      | 1      |
| 2020-2021            | Empoli               | B                    | 25         | 2          | CI              | 0               | 0               | -                  | -                  | -                  | -           | -           | -           | 25     | 2      |
| 2021-2022            | Empoli               | A                    | 35         | 6          | CI              | 2               | 0               | -                  | -                  | -                  | -           | -           | -           | 37     | 6      |
| 2022-gen. 2023       | Fiorentina           | A                    | 2          | 0          | CI              | 0               | 0               | UECL               | 2                  | 0                  | -           | -           | -           | 4      | 0      |
| Totale Fiorentina    | Totale Fiorentina    | Totale Fiorentina    | 4          | 0          |                 | 0               | 0               |                    | 2                  | 0                  |             | -           | -           | 6      | 0      |
| gen.-giu. 2023       | Spezia               | A                    | 10+1       | 0          | CI              | -               | -               | -                  | -                  | -                  | -           | -           | -           | 11     | 0      |
| 2023-gen. 2024       | Spezia               | B                    | 16         | 0          | CI              | 1               | 0               | -                  | -                  | -                  | -           | -           | -           | 17     | 0      |
| Totale Spezia        | Totale Spezia        | Totale Spezia        | 26+1       | 0          |                 | 1               | 0               |                    | 0                  | 0                  |             | -           | -           | 28     | 0      |
| gen.-giu. 2024       | Empoli               | A                    | 13         | 4          | CI              | 0               | 0               | -                  | -                  | -                  | -           | -           | -           | 13     | 4      |
| 2024-2025            | Empoli               | A                    | 5          | 0          | CI              | 0               | 0               | -                  | -                  | -                  | -           | -           | -           | 5      | 0      |
| Totale Empoli        | Totale Empoli        | Totale Empoli        | 85         | 13         |                 | 2               | 0               |                    | -                  | -                  |             | -           | -           | 87     | 13     |
| Totale carriera      | Totale carriera      | Totale carriera      | 195        | 19         |                 | 10              | 3               |                    | 5                  | 0                  |             | -           | -           | 210    | 22     |

### Cronologia presenze e reti in nazionale
| Cronologia completa delle presenze e delle reti in nazionale ― Polonia | Cronologia completa delle presenze e delle reti in nazionale ― Polonia | Cronologia completa delle presenze e delle reti in nazionale ― Polonia | Cronologia completa delle presenze e delle reti in nazionale ― Polonia | Cronologia completa delle presenze e delle reti in nazionale ― Polonia | Cronologia completa delle presenze e delle reti in nazionale ― Polonia | Cronologia completa delle presenze e delle reti in nazionale ― Polonia | Cronologia completa delle presenze e delle reti in nazionale ― Polonia |
| Data                                                                   | Città                                                                  | In casa                                                                | Risultato                                                              | Ospiti                                                                 | Competizione                                                           | Reti                                                                   | Note                                                                   |
| ---------------------------------------------------------------------- | ---------------------------------------------------------------------- | ---------------------------------------------------------------------- | ---------------------------------------------------------------------- | ---------------------------------------------------------------------- | ---------------------------------------------------------------------- | ---------------------------------------------------------------------- | ---------------------------------------------------------------------- |
| 24-3-2022                                                              | Glasgow                                                                | Scozia                                                                 | 1 – 1                                                                  | Polonia                                                                | Amichevole                                                             | -                                                                      |                                                                        |
| 1-6-2022                                                               | Breslavia                                                              | Polonia                                                                | 2 – 1                                                                  | Galles                                                                 | UEFA Nations League 2022-2023 - 1º turno                               | -                                                                      | 60’                                                                    |
| 8-6-2022                                                               | Bruxelles                                                              | Belgio                                                                 | 6 – 1                                                                  | Polonia                                                                | UEFA Nations League 2022-2023 - 1º turno                               | -                                                                      |                                                                        |
| 11-6-2022                                                              | Rotterdam                                                              | Paesi Bassi                                                            | 2 – 2                                                                  | Polonia                                                                | UEFA Nations League 2022-2023 - 1º turno                               | -                                                                      | 58’ 87’                                                                |
| 14-6-2022                                                              | Varsavia                                                               | Polonia                                                                | 0 – 1                                                                  | Belgio                                                                 | UEFA Nations League 2022-2023 - 1º turno                               | -                                                                      | 47’                                                                    |
| 25-9-2022                                                              | Cardiff                                                                | Galles                                                                 | 0 – 1                                                                  | Polonia                                                                | UEFA Nations League 2022-2023 - 1º turno                               | -                                                                      | 83’                                                                    |
| 16-11-2022                                                             | Varsavia                                                               | Polonia                                                                | 1 – 0                                                                  | Cile                                                                   | Amichevole                                                             | -                                                                      |                                                                        |
| Totale                                                                 |                                                                        | Presenze                                                               | 7                                                                      |                                                                        | Reti                                                                   | 0                                                                      |                                                                        |

| Cronologia completa delle presenze e delle reti in nazionale ― Polonia under 21 | Cronologia completa delle presenze e delle reti in nazionale ― Polonia under 21 | Cronologia completa delle presenze e delle reti in nazionale ― Polonia under 21 | Cronologia completa delle presenze e delle reti in nazionale ― Polonia under 21 | Cronologia completa delle presenze e delle reti in nazionale ― Polonia under 21 | Cronologia completa delle presenze e delle reti in nazionale ― Polonia under 21 | Cronologia completa delle presenze e delle reti in nazionale ― Polonia under 21 | Cronologia completa delle presenze e delle reti in nazionale ― Polonia under 21 |
| Data                                                                            | Città                                                                           | In casa                                                                         | Risultato                                                                       | Ospiti                                                                          | Competizione                                                                    | Reti                                                                            | Note                                                                            |
| ------------------------------------------------------------------------------- | ------------------------------------------------------------------------------- | ------------------------------------------------------------------------------- | ------------------------------------------------------------------------------- | ------------------------------------------------------------------------------- | ------------------------------------------------------------------------------- | ------------------------------------------------------------------------------- | ------------------------------------------------------------------------------- |
| 1-9-2017                                                                        | Gori                                                                            | Georgia under 21                                                                | 0 – 3                                                                           | Polonia under 21                                                                | Qual. Europeo Under-21 2019                                                     | -                                                                               |                                                                                 |
| 6-10-2017                                                                       | Łódź                                                                            | Polonia under 21                                                                | 3 – 3                                                                           | Finlandia under 21                                                              | Qual. Europeo Under-21 2019                                                     | -                                                                               | 89’                                                                             |
| 10-10-2017                                                                      | Gargždai                                                                        | Lituania under 21                                                               | 0 – 2                                                                           | Polonia under 21                                                                | Qual. Europeo Under-21 2019                                                     | -                                                                               | 56’ 88’                                                                         |
| 10-11-2017                                                                      | Tórshavn                                                                        | Fær Øer under 21                                                                | 2 – 2                                                                           | Polonia under 21                                                                | Qual. Europeo Under-21 2019                                                     | -                                                                               | 75’                                                                             |
| 14-11-2017                                                                      | Gdynia                                                                          | Polonia under 21                                                                | 3 – 1                                                                           | Danimarca under 21                                                              | Qual. Europeo Under-21 2019                                                     | 1                                                                               | cap.                                                                            |
| 12-10-2018                                                                      | Aalborg                                                                         | Danimarca under 21                                                              | 1 – 1                                                                           | Polonia under 21                                                                | Qual. Europeo Under-21 2019                                                     | -                                                                               | 89’                                                                             |
| 16-10-2018                                                                      | Gdynia                                                                          | Polonia under 21                                                                | 3 – 0                                                                           | Georgia under 21                                                                | Qual. Europeo Under-21 2019                                                     | -                                                                               | 89’                                                                             |
| 16-11-2018                                                                      | Zabrze                                                                          | Polonia under 21                                                                | 0 – 1                                                                           | Portogallo under 21                                                             | Qual. Europeo Under-21 2019                                                     | -                                                                               |                                                                                 |
| 20-11-2018                                                                      | Chaves                                                                          | Portogallo under 21                                                             | 1 – 3                                                                           | Polonia under 21                                                                | Qual. Europeo Under-21 2019                                                     | -                                                                               |                                                                                 |
| 26-3-2019                                                                       | Grodzisk Wielkopolski                                                           | Polonia under 21                                                                | 0 – 2                                                                           | Serbia under 21                                                                 | Amichevole                                                                      | -                                                                               | 46’                                                                             |
| 16-6-2019                                                                       | Reggio Emilia                                                                   | Polonia under 21                                                                | 3 – 2                                                                           | Belgio under 21                                                                 | Europeo Under-21 2019 - 1º turno                                                | 1                                                                               |                                                                                 |
| 19-6-2019                                                                       | Bologna                                                                         | Italia under 21                                                                 | 0 – 1                                                                           | Polonia under 21                                                                | Europeo Under-21 2019 - 1º turno                                                | -                                                                               |                                                                                 |
| 22-6-2019                                                                       | Bologna                                                                         | Spagna under 21                                                                 | 5 – 0                                                                           | Polonia under 21                                                                | Europeo Under-21 2019 - 1º turno                                                | -                                                                               | cap. 71’                                                                        |
| Totale                                                                          |                                                                                 | Presenze                                                                        | 13                                                                              |                                                                                 | Reti                                                                            | 2                                                                               |                                                                                 |

## Palmarès

### Club

#### Competizioni nazionali
- Campionato italiano di Serie B: 1

Empoli: 2020-2021